# Grand Prix Hassan II 2023
Il Grand Prix Hassan II 2023 è stato un torneo di tennis giocato sulla terra rossa. È stata la 37ª edizione del torneo facente parte dell'ATP Tour 250 nell'ambito dell'ATP Tour 2023. Si è disputata al Royal Tennis Club de Marrakech di Marrakech, in Marocco, dal 3 al 9 aprile 2023.

## Partecipanti al singolare

### Teste di serie
| Nazionalità | Giocatore               | Ranking | Testa di serie* |
| ----------- | ----------------------- | ------- | --------------- |
| Italia      | Lorenzo Musetti         | 21      | 1               |
| Regno Unito | Daniel Evans            | 29      | 2               |
| Paesi Bassi | Botic van de Zandschulp | 32      | 3               |
| Paesi Bassi | Tallon Griekspoor       | 36      | 4               |
| Stati Uniti | Maxime Cressy           | 37      | 5               |
| Francia     | Richard Gasquet         | 40      | 6               |
| Francia     | Benjamin Bonzi          | 49      | 7               |
| Cile        | Nicolás Jarry           | 57      | 8               |

* Ranking al 20 marzo 2023.

#### Altri partecipanti
I seguenti giocatori hanno ricevuto una wildcard per il tabellone principale:
- Elliot Benchetrit
- Younes Lalami Laaroussi
- Adam Moundir

I seguenti giocatori sono entrati nel tabellone principale passando dalle qualificazioni:

- Dimitar Kuzmanov
- Elias Ymer
- Andrea Vavassori
- Riccardo Bonadio

I seguenti giocatori sono entrati in tabellone come lucky loser:
- Hugo Grenier
- Aleksej Vatutin

#### Ritiri
Prima del torneo
- Federico Coria → sostituito da  Hugo Grenier
- Laslo Đere → sostituito da  Francesco Passaro
- David Goffin → sostituito da  Pedro Martínez
- Ugo Humbert → sostituito da  Jan-Lennard Struff
- Il'ja Ivaška → sostituito da  Pavel Kotov
- Alex Molčan → sostituito da  Alexei Popyrin
- Arthur Rinderknech → sostituito da  Alexandre Müller
- Juan Pablo Varillas → sostituito da  Aleksej Vatutin

## Partecipanti al doppio

### Teste di serie
| Nazione     | Giocatore            | Nazione     | Giocatore        | Ranking* | Testa di serie |
| ----------- | -------------------- | ----------- | ---------------- | -------- | -------------- |
| Spagna      | Marcel Granollers    | Paesi Bassi | Matwé Middelkoop | 38       | 1              |
| Colombia    | Juan Sebastián Cabal | Colombia    | Robert Farah     | 47       | 2              |
| Austria     | Alexander Erler      | Austria     | Lucas Miedler    | 88       | 3              |
| Francia     | Jérémy Chardy        | Francia     | Fabrice Martin   | 136      | 4              |
| Stati Uniti | Maxime Cressy        | Francia     | Albano Olivetti  | 138      | 5              |

* Ranking al 20 marzo 2023.

### Altri partecipanti
Le seguenti coppie di giocatori hanno ricevuto una wildcard per il tabellone principale:
- Elliot Benchetrit /  Adam Moundir
- Hamza El Amine /  Younes Lalami Laaroussi

La seguente coppia di giocatori è entrata in tabellone come alternate:
- Henrik Jebens /  Petros Tsitsipas

### Ritiri
Prima del torneo
- Juan Sebastián Cabal /  Robert Farah → sostituiti da  Henrik Jebens /  Petros Tsitsipas
- Máximo González /  Andrés Molteni  → sostituiti da  Sander Arends /  Aisam-ul-Haq Qureshi
- Il'ja Ivaška /  Nicolás Jarry → sostituiti da  Nicolás Jarry /  Luis David Martínez
- Nicolas Mahut /  Édouard Roger-Vasselin  → sostituiti da  Ivan Sabanov /  Matej Sabanov

## Punti
| Evento    | V   | F   | SF | QF | 2T | 1T   | Q    | Q2   | Q1   |
| Singolare | 250 | 150 | 90 | 45 | 20 | 0    | 12   | 6    | 0    |
| Doppio    | 250 | 150 | 90 | 45 | 0  | N.D. | N.D. | N.D. | N.D. |

## Montepremi
| Evento    | V       | F       | SF      | QF      | 2T     | 1T     | Q2     | Q1     |
| Singolare | €85,605 | €49,940 | €29,355 | €17,010 | €9,880 | €6,035 | €3,020 | €1,645 |
| Doppio*   | €29,740 | €15,910 | €9,330  | €5,220  | €3,070 | N.D.   | N.D.   | N.D.   |

* per team

## Campioni

### Singolare
Roberto Carballés Baena ha sconfitto in finale  Alexandre Müller con il punteggio di 4-6, 7-6(3), 6-2.
• È il secondo titolo in carriera per Carballés Baena, il primo in stagione.

### Doppio
Marcelo Demoliner /  Andrea Vavassori hanno sconfitto in finale  Alexander Erler /  Lucas Miedler con il punteggio di 6-4, 3-6, [12-10].